# Берёзово (Свердловская область)
Берёзово — деревня в Туринском городском округе Свердловской области, России.

## Географическое положение
Деревня Березово муниципального образования «Туринского городского округа» расположена в 31 километре к западу-северо-западу от города Туринска (по автотрассе — 41 километров), на левом берегу реки Тура, на северном берегу озера-старицы Верхнее Илясово. Из деревни Берёзово имеется нерегулярная паромная переправа до села Ленское. Другое название деревни — Чувашово.

## Население
| 2002 | 2010 |
| ---- | ---- |
| 2    | ↘0   |